# Endel Puusepp
Endel Puusepp ou Endel Pusep (em russo:  Эндель Карлович Пусэп) (1 de maio de 1909 – Tallinn, 18 de junho de 1996) foi um piloto de bombardeiros das forças aéreas soviéticas de origem  estoniana que completou mais de 30 campanhas estratégicas de bombardeio noturno durante a Segunda Guerra Mundial. Ele recebeu o prêmio de Herói da União Soviética por pilotar uma delegação de alto escalão sobre a linha de frente de Moscou e Washington e voltar a negociar o acordo de abertura da  Frente Ocidental.